# Lars Johan Warodell
Lars Johan Warodell, född den 24 oktober 1797 i Flistads socken, Västergötland, död 22 oktober 1863 i Stockholm, var en svensk grosshandlare, mecenat och donator.

## Biografi
Warodell föddes i Flistads socken i Skaraborgs län. Han kom till Stockholm som ung och fick anställning i Claes Alanders handelshus, där han stannade i 12 år. Därefter blev han köpman i eget namn och bedrev sin verksamhet i Ryningska palatset som han köpte på 1840-talet. Som köpman verkade han främst inom försäljning av tapeter och olika husgeråd samt järn och smide från Eskilstuna. Han hade sin butik ”Tapet-Magasinet”
i hörnet av Stora Nygatan och Riddarhustorget i Ryningska palatset. Verksamheten bedrevs på denna plats från 1841 till 1905. I en annons i Aftonbladet den 18 augusti 1863 står följande;
| ” | Stort och modernt urval af Fransyska och Svenska Tapeter, Bårder och Guldlister Realiseras till ytterst låga priser. RULLGARDINER i smakfulla mönster, stort sortiment. | „ |

Under sin levnad var han engagerad för de svagare i samhället och skänkte stora summar till fattigvården. 
I sitt testamente skänkte han det Ryningska palatset till Bemedlingskommissionen med tanke att det skulle göras om till hotell, en tanke som aldrig fullföljdes.

### Företaget
Bolaget som Warodell startade kallades för L.J. Warodell et Comp. med skrevs även som L.J. Warodell & Co.

### Warodellska tapetsamlingen
Under 1800-talet var den Warodellska tapetförsäljningen på Stora Nygatan 6 en av Stockholms främsta, med många kunder inom dåtidens socitet. När bolaget bytte adress 1905 skänkte man sitt gamla varulager till Nordiska museet som nu har en stor samling tapeter från 1830-talet till 1890-talet.

### Familj
Warodell var inte gift, men han hade adopterat mamsell Brita Wahlbergs son, och till honom, Karl Fredrik Warodell, skänkte han en stor del av sin förmögenhet, bland annat det Warodellska huset som han hade låtit uppföra på 1850-talet.

## Utmärkelser
- Riddare av Vasaorden